# Vaumarcus
Vaumarcus is een plaats en voormalige gemeente in het Zwitserse kanton Neuchâtel. Vaumarcus telt 235 inwoners.

## Geschiedenis
De gemeente Vaumarcus is op 1 januari 2018 samen met Bevaix, Fresens, Gorgier, Montalchez en Saint-Aubin-Sauges opgegaan in de nieuwgevormde gemeente La Grande Béroche.